# Codex Gigas
Codex Gigas (pol. Wielki Kodeks, Wielka Księga), oznaczany przez sigla gig (tradycyjny system) lub 51 (Beuron system) – największy istniejący średniowieczny manuskrypt na świecie. Rękopis powstał na początku XIII wieku w Czechach, w benedyktyńskim klasztorze w Podlažicach (obecnie Chrast). Jest przechowywany w Bibliotece Królewskiej w Sztokholmie. Przekazuje tekst Starego i Nowego Testamentu oraz szereg pozabiblijnych dodatków, wśród nich dzieła Józefa Flawiusza, Kronikę Czechów Kosmasa oraz traktaty medyczne. W tekście biblijnym dla krytyków tekstu cenny jest tekst Dziejów Apostolskich oraz Apokalipsy św. Jana. Kodeks słynie z dwóch rzeczy: uchodzi za największy rękopis w Europie oraz z wizerunku diabła. Ze względu na wizerunek diabła kodeks jest również znany jako „Biblia Diabła” lub „Diabelska Biblia”.

## Opis rękopisu i jego zawartość

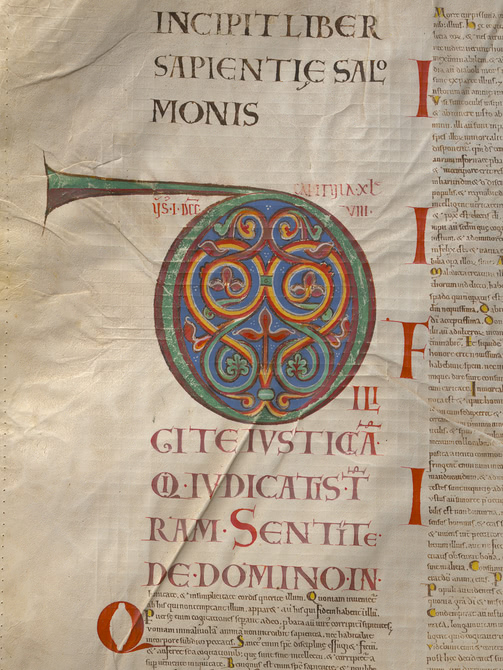
Manuskrypt jest bardzo bogaty w iluminacje

Kodeks oprawiony jest w drewniane okładki, pokryte skórą i ozdobami z metalu, mierzy 91 cm wysokości, 50 cm szerokości i 22 cm grubości, waży aż 75 kg i prawdopodobnie jest największym średniowiecznym manuskryptem. Początkowo zawierał 320 welinowych kart, jednakże osiem z nich zostało później usuniętych. Nie wiadomo, kto i w jakim celu usunął brakujące strony, ale przypuszcza się, iż zawierały one regułę zakonną benedyktynów. Do wykonania wszystkich welin w księdze użyto cielęcej skóry ze 160 zwierząt. Rękopis przyrównywano do siedmiu cudów świata i nazywano go ósmym cudem świata . Tekst pisany jest dwiema kolumnami na stronę, kolumna składa się ze 106 linijek.

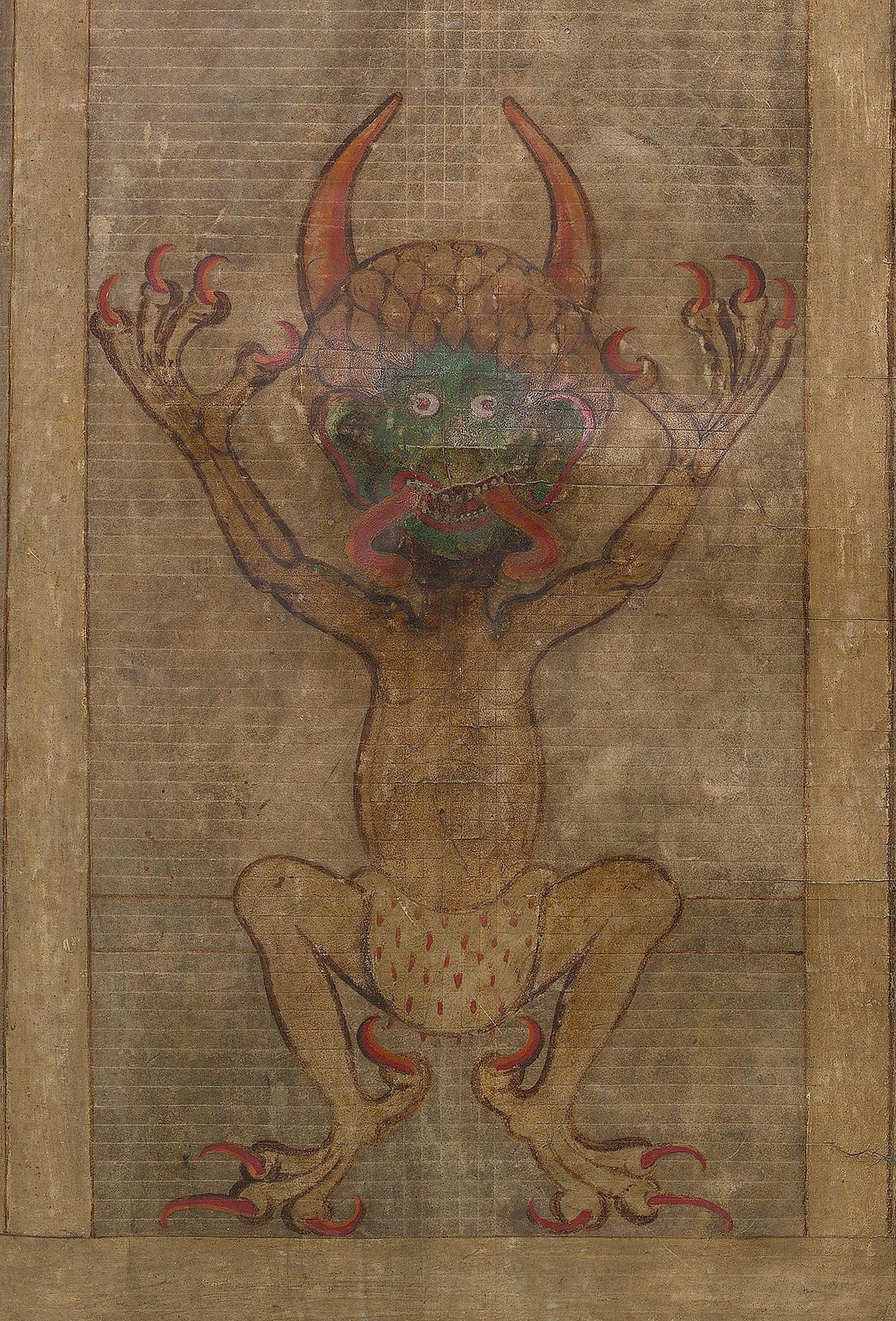
Rysunek diabła na str. 290. Legenda głosi, że manuskrypt ten został stworzony przez mnicha, który sprzedał duszę diabłu

Kodeks zawiera całą Biblię (Stary i Nowy Testament) w łacińskim przekładzie Wulgaty (Dzieje i Apokalipsa w przekładzie starołacińskim), encyklopedię Etymologiae (ff. 201r-239r) Izydora z Sewilli, Antiquitates (ff. 118r-178v) oraz De bello Judaico (ff. 178v-200v) Józefa Flawiusza, Chronica Boemorum (ff. 294r-304r) Kosmasa z Pragi, różne traktaty (historyczne, etymologiczne i medyczne), kalendarz z nekrologiem, listę braci zakonnych z klasztoru w Podlažicach, magiczne formuły i inne lokalne zapiski. Zawiera osiem traktatów medycznych, z których pięć pierwszych (ff. 240r-243v) ma pochodzenie greckie lub bizantyjskie, a trzy ostatnie są autorstwa Konstantyna Afrykańczyka (ff. 243v-252r). Cały zbiór został napisany po łacinie. Wśród dodatków najcenniejszym dziełem jest Kronika Kosmasa, która uchodzi za najwierniejszą i najstarszą kopię tego dzieła.
Kolejność ksiąg biblijnych jest typowa dla okresu karolińskiego i nie była już stosowana w wieku XIII. Po Pięcioksięgu (ff. 1v-23v) następują Prorocy (wielcy wraz z Danielem i mali wraz z Hiobem) (ff. 23v-64v), cztery Księgi Królewskie (ff. 64v-80v), księgi poetyckie (ff. 81r-98r), Księgi Kronik, Ezdrasza, Tobiasza, Judyty i Estery (ff. 98r-112r). Stary Testament kończy się Księgami Machabejskimi (ff. 112r-118r). Umiejscowienie Ksiąg Królewskich po późnych Prorokach jest niezwykłą cechą, gdyż zazwyczaj umieszczano je przed Prorokami i po Księdze Rut. W Nowym Testamencie zachodzi nietypowa kolejność ksiąg. Po Dziejach Apostolskich (ff. 269v-273r) zostały umieszczone Listy powszechne (List Jakuba, Listy Piotra, Listy Jana i List Judy) (ff. 274-276r), po których następuje Apokalipsa (ff. 276r-277v), a następnie Listy Pawła (ff. 278r-286r). Wśród Listów Pawła znajduje się apokryficzny List do Laodycejczyków .
Manuskrypt zawiera iluminacje w kolorach: czerwonym, niebieskim, żółtym, zielonym i złotym. Początkowe litery charakteryzują się wyszukanymi zdobieniami, często zajmującymi całą stronę. 
Strona 290 zawiera unikatowy obrazek diabła wysoki na 50 cm (pozostała część karty jest pusta). Do kilku stron przed rysunkiem weliny są poczernione, mają bardzo mroczny charakter i różnią się nieco od reszty manuskryptu.
Charakter pisma jest jednorodny i wskazuje, że kodeks sporządzony został przez jednego skrybę, mnicha. Kodeks sprawia wrażenie, jakby natura skryby pozostała niezmieniona w czasie, nie widać śladów jego starzenia się, chorób czy zmian nastrojów, które to powinny towarzyszyć mu podczas pisania. To mogło stać się przyczyną wierzeń, iż cała księga została napisana w bardzo krótkim czasie. Proces powstawania manuskryptu był czasochłonny i wykonanie go przez jedną osobę mogło zająć wiele lat. Szacowano, że skryba pracował nad rękopisem 12 lub 20 lat. Michael Gullick sądzi, że praca nad kodeksem zabrała od 20 do 30 lat i było to dzieło życia jego autora.

## Historia
Manuskrypt powstał niedaleko miasta Chrudim, w benedyktyńskim klasztorze w Podlažicach, który został zniszczony w XV wieku. Nieznane są inne rękopisy wyprodukowane w tym klasztorze. Zapiski w kodeksie kończą się na roku 1229. Kodeks został później oddany w zastaw klasztorowi cystersów w Sedlcu, następnie został odkupiony przez benedyktyński klasztor w Břevnovie. Od 1477 do 1593 był przechowywany w klasztornej bibliotece w Broumovie, do czasu, kiedy to został przeniesiony do Pragi w 1594, by stać się częścią kolekcji Rudolfa II Habsburga. W roku 1648, w czasie oblężenia Pragi pod koniec wojny trzydziestoletniej, cała kolekcja Rudolfa została zagrabiona przez szwedzkie wojska. 7 maja 1697 roku, podczas pożaru w zamku królewskim w Sztokholmie, ucierpiała biblioteka królewska. Kodeks został uratowany poprzez wyrzucenie przez okno. Kodeks doznał szkód ze strony osób trzecich, niektóre z jego kart zostały wtedy utracone i brakuje ich do dziś.
Od 1649 roku manuskrypt był przechowywany w Szwedzkiej Królewskiej Bibliotece w Sztokholmie. W roku 1877 został przekazany Szwedzkiej Bibliotece Narodowej (A 148) . W roku 1970 został wypożyczony do Stanów Zjednoczonych, a w roku 1999 – do Berlina. 24 września 2007 roku, po ponad 350 latach, Codex Gigas powrócił do Pragi, jako eksponat wypożyczony od Szwecji do stycznia 2008 roku i był przechowywany w Czeskiej Bibliotece Narodowej.

## Legenda

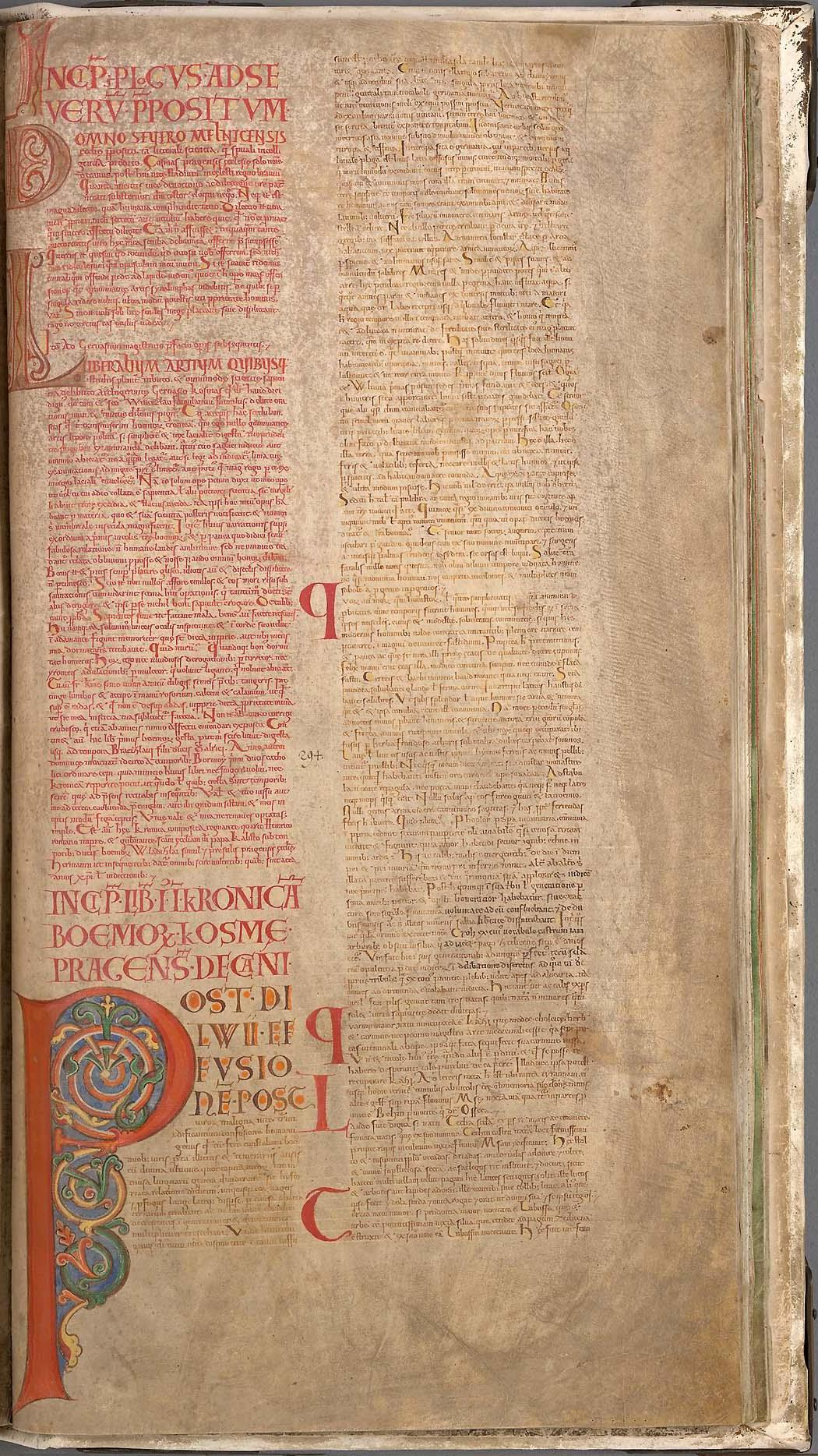
Pierwsza strona Kroniki Kosmasa

Zgodnie z legendą skryba był mnichem, który złamał regułę zakonną i został skazany na zamurowanie żywcem. By uniknąć wykonania tej surowej kary, obiecał, że stworzy na wieczną chwałę klasztoru księgę zawierającą całą ludzką wiedzę w ciągu jednej nocy. Blisko północy zdał sobie sprawę, że nie zdąży samodzielnie ukończyć tego zadania, więc sprzedał duszę diabłu w zamian za pomoc. Diabeł dokończył manuskrypt w ciągu jednej nocy, a mnich dodał obrazek diabła z wdzięczności za jego pomoc.
Najnowsze badania potwierdziły, m.in. na podstawie analizy grafologicznej i składu atramentu, że kodeks napisała jedna osoba, jednak nadawanie mu diabolicznego znaczenia jest niewłaściwe. Błędnie przetłumaczone łacińskie słowo inclusus oznacza tu najprawdopodobniej nie karę polegającą na zamurowaniu żywcem, ale mnicha, który z własnej woli odizolował się od świata, zamieszkawszy w odosobnionej celi. Można zatem przyjąć, iż pisanie manuskryptu było dla niego formą pokuty. Należy też zauważyć, że na stronie poprzedzającej obraz Szatana znajduje się tak samo duży rysunek królestwa niebieskiego. Poczernienie stron można natomiast wytłumaczyć działaniem warunków zewnętrznych, na jakie wizerunek diabła był szczególnie narażony ze względu na zainteresowanie, które od zawsze wzbudzał. Poza tym księga zawiera wiele „zaklęć” podobnych do rytuałów egzorcystycznych.

## Znaczenie
Olbrzymie rozmiary rękopisu oraz stosunkowo niewielkie litery powodują, że kodeks jest trudny w praktycznym użyciu, co podnosi pytanie, czy był on kiedykolwiek używany. Jednak ważne w życiu monastycznym teksty w nim zawarte oraz XIII-wieczne modlitwy dodane na marginesie przeczą tej hipotezie.
Tekst rękopisu ma pewne znaczenie dla badań tekstu Biblii, jak również w mediewistyce. W tym drugim obszarze wielką wartość ma Kronika Kosmasa, przedstawiająca historię Czech (odpowiednik polskiej Kroniki Anonima Galla). Drugie drukowane wydanie Kroniki (1602) bazowało na kodeksie Gigas.

### W analizie krytycznej tekstu Biblii
Dla krytyków tekstu spośród ksiąg Nowego Testamentu największe znaczenie mają Dzieje Apostolskie i Apokalipsa. Obie zostały przepisane z rękopisu pochodzącego z połowy IV wieku (wskazują na to noty marginalne), obie wykazują wielką zgodność z cytatami bpa Lucyfera z Cagliari. Tekst jest starszy od Wulgaty i reprezentuje zachodnią tradycję tekstualną. Według Metzgera tekst Dziejów jest bardziej starożytny niż Apokalipsy. Tekst pozostałych ksiąg NT przekazuje późny tekst Wulgaty i jest dla biblistów mniej interesujący. Ze względu na te dwie księgi rękopis jest cytowany w krytycznych wydaniach greckiego Nowego Testamentu. 
Szczególnie interesujący jest wariant tekstowy z Dz 18,25. W Dz 18,25 kodeks zawiera interpolację wyjaśniającą, że Apollos poznał „słowo Pańskie” (zamiast „drogę Pańską”) w swojej ojczyźnie (tj. Aleksandrii). Spośród zachowanych rękopisów wariant ten zawiera tylko Kodeks Bezy. Wariant ten, ze względu na jego starożytność, bywa używany przy rekonstrukcji początków chrześcijaństwa w Egipcie. Podobnie w następnym wierszu, Dz 18,26, kodeks wspiera krótszy wariant Kodeksu Bezy – τὴν ὁδόν (drogę). Pozostałe rękopisy greckie oraz łacińskie stosują wariant τὴν ὁδὸν τοῦ θεοῦ (drogę Boga), wspierany też przez pozostałe przekłady NT (np. Wulgata ma w tym miejscu viam Dei).